# Sertão Santana
Pour les articles homonymes, voir Sertão (homonymie).
Sertão Santana est une ville brésilienne de la mésorégion métropolitaine de Porto Alegre, capitale de l'État du Rio Grande do Sul, faisant partie de la microrégion de Porto Alegre et située à 69 km au sud-ouest de Porto Alegre. Elle se situe à une latitude de 30° 27′ 38″ sud et à une longitude de 51° 36′ 13″ ouest, à 98 m d'altitude. Sa population était estimée à 5 791 en 2007, pour une superficie de 252 km2. L'accès s'y fait par les BR-116 et RS-713.
L'origine du nom viendrait du fait qu'autrefois il y avait dans le lieu un énorme sertão dont le propriétaire était un dévôt de Sainte Anne (Santa Ana ou Santana, en portugais).
Les habitants de Sertão Santana sont descendants de Polonais, d'Allemands et d'Italiens.
En 1784 la future commune faisait partie des terres d'une immense fazenda qui fut vendue en 1892 pour l'installation de colons.

## Villes voisines
- Mariana Pimentel
- Barra do Ribeiro
- Sentinela do Sul
- Cerro Grande do Sul
- Barão do Triunfo